# Semiothisa pertaesa
Semiothisa pertaesa là một loài bướm đêm trong họ Geometridae.